# タイムスプリッター 〜時空の侵略者〜
『タイムスプリッター 〜時空の侵略者〜』とは2003年2月27日にPlayStation 2にてアイドスから発売された、ファーストパーソン・シューティングゲーム。Free Radical Designが開発。海外ではニンテンドー ゲームキューブ版とXbox版も出ている。タイムスプリッターシリーズの第2作目の日本向けの移植となっており、前作の1作目TimeSplittersは発売されていない。なお、海外では3作目のTimeSplitters: Future Perfectと開発中の4作目TimeSplitters 4がある。

## 概要
ゲームはストーリーモードと、対戦ルールーで戦うアーケードリーグ、様々な条件のミッションでハイスコアを目指すチャレンジモードがある。ストーリーモードでは主人公のコルテス軍曹となって、全10ステージの現代のシベリアのダムや西部開拓のワイルドウェスト、19世紀のノートルダム、1920年代のシカゴやアステカ遺跡、近未来のネオトーキョーや工場、惑星や宇宙ステーションなど、様々な時代のステージのミッションをこなして進んで行く。ピストルや機関銃やロケットランチャーやグレネードランチャー、火炎放射器などの現代や未来の兵器から、弓矢や石斧など、ステージの時代によって、使用出来る武器が違う。アーケードリーグには「アマチュア」、「プロフェッショナル」、「エリート」の3リーグがあり、ゴールド、シルバー、ブロンズのトロフィーを獲得を目指す。トロフィーを獲得していく事によって、プレイ出来るキャラクターやステージが増えていく。また16のゲームモードがある1〜4人対戦のアーケードカスタムがあり、4人同時プレイが可能で、i.LINKを使って8人対戦も可能。チャレンジモードは「ガラス割り」や「バナナ集め」などの様々な条件をこなすモードがある。アーケードリーグと同じ様に、チャレンジをプレイし、ゴールド、シルバー、ブロンズのトロフィーを獲得していくと、プレイ出来るキャラクターやチャレンジが増えていく。
日本版PlayStation 2版ではマップエディタ機能がカットされた。
レア社のNINTENDO 64用のFPSゲーム、パーフェクトダークとゴールデンアイ 007を開発した開発陣の何人かはレア社を離れFree Radical Designを設立したが、Free Radical Designの最初のリリース作がPlayStation 2でリリースしたシリーズ第1弾のタイムスプリッター（日本未発売）であった。パーフェクトダークやゴールデンアイ 007の開発陣が開発したFPSゲームと言う事で注目もされていた。続編に当たる本作では前作よりも、ストーリーモードやステージ数が増えたり、さらに高い評価を受けた。

## ストーリー
2401年宇宙進出した、人類はタイムスプリッターと呼ばれる正体不明の地球外種族と争いを繰り広げていた。対タイムスプリッター特殊部隊のコルテス軍曹はタイムスプリッター達が辺境のとある、廃棄された宇宙ステーションを基地にしようとしている事を知る。コルテス軍曹率いる特殊部隊は調査とタイムスプリッター撲滅の為、宇宙ステーションに向かうが、コルテス軍曹とハートニ二等兵の2人を残し、特殊部隊は全滅した。生き残ったコルテス軍曹とハートニ二等兵は、宇宙ステーション内でタイムクリスタルと言う結晶体を原動力として過去の時代に行く事が出来る装置を持った、タイムスプリッター達の秘密兵器タイムポータルを発見する。タイムスプリッター達はタイムポータルを使い、人類の歴史に干渉し、都合の良い様に歴史を変え、人類破滅を企んでいたのであった。タイムスプリッター達はタイムクリスタルを持ち去り、次々とタイムポータルに消え去って行った。コルテス軍曹は人類の歴史を守る為、後を追う様にタイムポータルへ飛び込んでいった。